# Chiesa di San Martino (Lesignano de' Bagni)
La chiesa di San Martino è un luogo di culto cattolico dalle forme barocche, situato in strada Comunale del Mulino a Stadirano, frazione di Lesignano de' Bagni, in provincia e diocesi di Parma; è sede di una parrocchia compresa nella zona pastorale della Pedemontana.

## Storia
L'originario luogo di culto fu costruito in epoca medievale; la più antica testimonianza della sua esistenza risale al 1230, quando la Capelle de Staderano fu citata nel Capitulum seu Rotulus Decimarum della diocesi di Parma tra le dipendenze della pieve di Lesignano.
Nel 1354 fu menzionata per la prima volta l'intitolazione della chiesa a san Martino vescovo.
Nel 1545, a causa del ridotto numero di abitanti della località, la cappella fu unita a quella di San Pietro, collocata all'interno del castello di Felino; tuttavia, già nel 1564 il tempio di Stadirano fu elevato a sede parrocchiale autonoma, ponendo fine all'unione tra i due luoghi di culto.
Nel 1722, in seguito alla crescita della popolazione del borgo, furono avviati i lavori di ricostruzione della chiesa in stile barocco, che furono completati nel 1732.
Il 27 aprile 1965 un fulmine cadde sul campanile, provocando numerosi danni anche alla chiesa, che successivamente fu risistemata.

## Descrizione

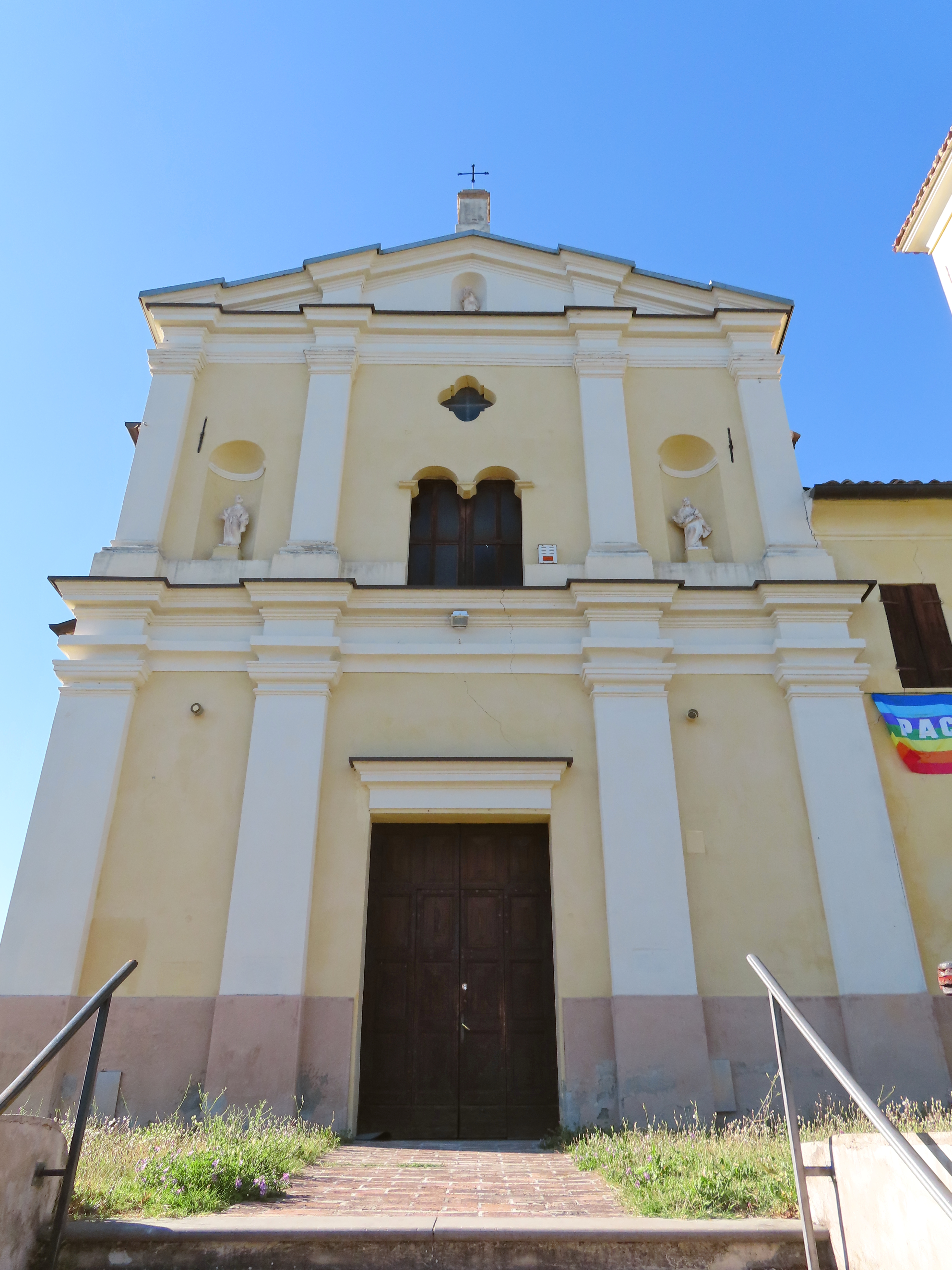
Facciata

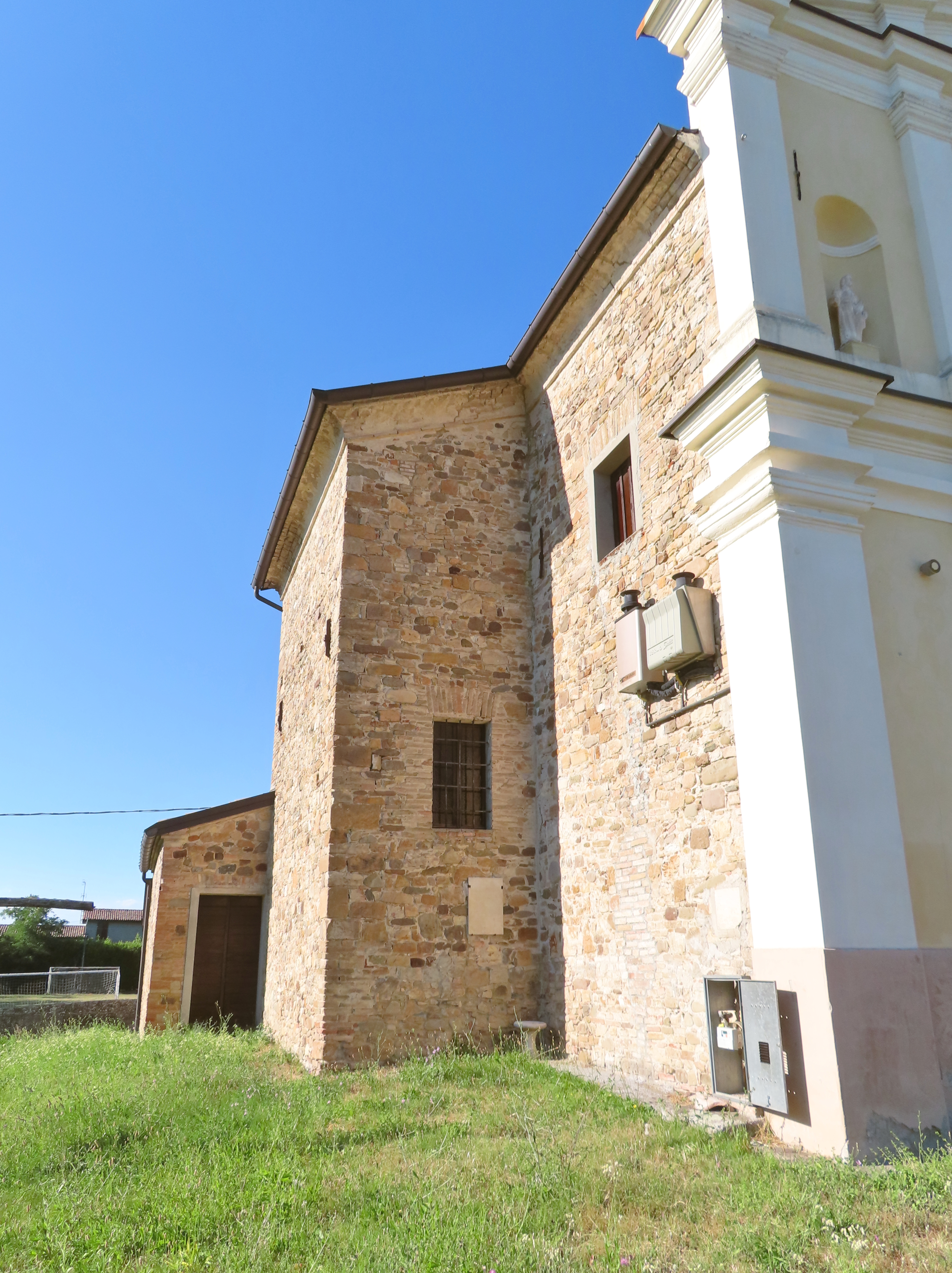
Lato ovest

La chiesa si sviluppa su un impianto a navata unica affiancata da una cappella per lato, con ingresso a sud e presbiterio a nord.
La simmetrica facciata, interamente intonacata, è suddivisa orizzontalmente da un cornicione spezzato in aggetto. La porzione inferiore è tripartita da quattro lesene coronate da capitelli dorici; nel mezzo si apre l'ampio portale d'ingresso, sormontato da un architrave in rilievo. La porzione superiore, scandita da quattro lesene doriche in continuità con quelle inferiori, presenta nel mezzo una bifora priva della colonnina centrale, sormontata da un'apertura cruciforme; nei due spazi laterali sono poste due nicchie ad arco a tutto sesto, contenenti due statue. In sommità si eleva sopra alla trabeazione un ampio frontone triangolare spezzato, al cui centro si trova una nicchia con una statua.
Sulla destra, in continuità col prospetto anteriore, si ergono la canonica e, all'estremità orientale, il campanile; la cella campanaria si affaccia sulle quattro fronti attraverso ampie monofore ad arco a tutto sesto.
Dal fianco libero sinistro, rivestito in pietra, aggetta il volume della cappella laterale.
All'interno la navata, coperta da due volte a crociera dipinte, è scandita lateralmente da una serie di lesene; le cappelle laterali, chiuse superiormente da volte a botte, si affacciano sull'aula attraverso ampie arcate a tutto sesto.
Il presbiterio, lievemente sopraelevato, è preceduto dall'arco trionfale; l'ambiente, coperto da una volta a botte lunettata, accoglie l'altare maggiore ligneo a mensa, aggiunto nel 1990; sul fondo si staglia la pala raffigurante San Martino e il povero, risalente alla fine del XVIII secolo.
La chiesa ospita varie opere di pregio, tra cui un'ancona settecentesca, ornata sul frontone con la raffigurazione delle Anime purganti e contenente la coeva tela rappresentante la Morte di san Giuseppe, un ovale ritraente San Luigi Gonzaga, eseguito verso il 1780 forse da Antonio Bresciani, un confessionale risalente ai primi anni del XVIII secolo, una credenza settecentesca e un calice in argento della stessa epoca; inoltre, sono conservati numerosi arredi intagliati in stile rococò da Andrea Ferrari nella seconda metà del XVIII secolo, comprendenti un altare con ancona e mensole, un inginocchiatoio, un leggio, una cassapanca, alcune porte, il coro, le cornici delle stazioni della Via Crucis e sei reggiceri a forma di putti.